# Survival Skills
Survival Skills è l'album collaborativo tra i rapper statunitensi KRS-One e Buckshot. Pubblicato il 15 settembre del 2009, è distribuito da Duck Down Music. Alle produzioni, tra gli altri, Havoc, Black Milk, Marco Polo, Illmind, Nottz e 9th Wonder. Collaborano al disco molti artisti di spicco della scena hip hop tra cui Mary J. Blige, Rock e Sean Price degli Heltah Skeltah, Talib Kweli, Smif-N-Wessun, Immortal Technique, Pharoahe Monch e Slug, oltre a Bounty Killer, Melanie Fiona e K'naan.

## Recensioni
| Recensione       | Giudizio     |
| ---------------- | ------------ |
| AllMusic         | [ 1 ]        |
| RapReviews       | [ 2 ]        |
| Robert Christgau | *            |
| Spin             | [ 4 ] [ 5 ]  |
| PopMatters       | [ 6 ]        |
| NOW              | [ 7 ]        |
| XXL              | [ 8 ]        |
| Pitchfork        | [ 9 ]        |
| The Phoenix      | [ 10 ]       |
| Prefix           | [ 4 ] [ 11 ] |

L'album ottiene recensioni generalmente positive. Sul sito Metacritic ottiene un punteggio di 67/100 basato su 8 recensioni. RapReviews assegna al prodotto un punteggio perfetto (dieci decimi): «benvenuti a un nuovo classico.» Tra le critiche negative, spicca Pitchfork che assegna all'album del duo un pessimo 3.9/10: «per dare un'occhiata alle glorie passate di questi ragazzi nel 2009, la tua migliore opzione è comunque andare a vederli dal vivo; questo [album] è solo un souvenir.» Robert Christgau lo inserisce tra le sue menzioni d'onore (1 stella), scrivendo che «fondamentalmente [è] un mixtape old school, più saggio quando istruisce i padri rispetto a quando critica i figli.»
Da PopMatters e Spin arrivano recensioni miste, entrambi lo giudicano un prodotto sufficiente. Secondo PopMatters: «in definitiva, Survival Skills fa ciò che i suoi creatori intendevano fare: essere risoluto nella sua dedizione all'acume lirico e alla produzione. Se fossero stati anche più avventurosi con il contenuto, l'album sarebbe salito su un altro livello.» Per NOW «il gioco di parole di KRS-One rimane intelligente e di attualità, specialmente sull'inno anti-Auto-Tune Robot, mentre la sua santità è stata attenuata a livelli più tollerabili. Buckshot dei Black Moon crea una buona coppia e, anche se il suo sound di strada potrebbe non essere invecchiato così bene come alcuni dei suoi fratelli della Duck Down Records, trova ancora una dinamica familiare nel rappare a fianco dei vecchi compagni.» Il brano Robot è elogiato anche da Jeffries di Allmusic. Positiva anche la recensione della rivista Prefix. The Boston Phoenix recensisce molto positivamente il prodotto del duo, pur criticando le collaborazioni con Slug e Immortal Technique che considera «imbarazzanti» e dei «fallimenti».
David Jeffries, per Allmusic, gli assegna tre stelle e mezzo su cinque, applaudendo la scelta di inserire molti ospiti, la produzione, tra cui quella «dal gusto underground» di Black Milk e la canzone prodotta da Havoc, che secondo Jeffries, «mette in ombra tutti [gli altri] sulla traccia chiave Robot.» Jeffries conclude scrivendo: «Buckshot non è certo un nome familiare e la discografia post-2000 di KRS-One è straniante con troppe versioni, ma [...] Survival Skills [...] è facilmente accessibile e gratificante allo stesso tempo.»

## Tracce
1. Survival Skills (featuring DJ Revolution) – 3:59 (testo: Kenyatta Blake, Lawrence Parker, Kurt Hoffman, Ramon Ibanga Jr. – musica: Illmind)
2. Robot – 4:06 (testo: Blake, Parker, Kejuan Muchita – musica: Havoc)
3. The Way I Live (featuring Mary J. Blige) – 3:57 (testo: Blake, Parker, Mary J. Blige, Curtis Cross – musica: Black Milk)
4. Clean Up Crew (featuring Rock) – 3:57 (testo: Blake, Parker, Ibanga, Jahmal Bush – musica: Illmind)
5. Oh Really (featuring Talib Kweli) – 3:13 (testo: Blake, Parker, Marco Bruno, Talib Greene)
6. Connection (featuring Smif-N-Wessun) – 5:23 (testo: Blake, Parker, Jason Connoy, Darrell Yates, Tekomin Williams – musica: MoSS)
7. Runnin' Away (featuring Immortal Technique) – 4:40 (testo: Blake, Parker, Cross – musica: Black Milk)
8. Think of All the Things (featuring K'naan) – 4:03 (testo: Blake, Parker, Keinan Warsame – musica: DJ Mentplus)
9. One Shot (featuring Pharoahe Monch) – 3:46 (testo: Blake, Parker, Troy Jamerson, Dominick Lamb – musica: Nottz)
10. Amazin (featuring Sean Price & Loudmouf Choir) – 3:47 (testo: Blake, Parker, Sean Price, Christopher Tyson – musica: Khrysis)
11. Hear No Evil – 3:21 (testo: Blake, Parker, Tyson – musica: Khrysis)
12. Murder 1 (featuring Bounty Killer) – 3:59 (testo: Blake, Parker, Rodney Price – musica: Coptic)
13. We Made It (featuring Slug) – 4:25 (testo: Blake, Parker, Ibanga, Sean Daley – musica: Illmind)
14. Past * Present * Future (featuring Melanie Fiona & Naledge) – 4:35 (testo: Blake, Parker, Jabari Evans – musica: 9th Wonder)

Durata totale: 57:11

## Classifiche

### Classifiche settimanali
| Classifica (2009)         | Posizione massima |
| ------------------------- | ----------------- |
| Stati Uniti               | 62                |
| US Independent Albums     | 9                 |
| US Top Rap Albums         | 11                |
| US Top R&B/Hip-Hop Albums | 19                |